# NGC 5238
NGC 1892 är en oregelbunden galax i stjärnbilden Jakthundarna. Den är belägen på ett avstånd av 4,51 Mpc och har en diameter på 64,4 bågsekunder. Den har ibland klassificerats som en blå kompakt dvärggalax. Även om vissa författare har antagit att den tillhör M101-galaxgruppen, tros den för närvarande (2015) vara en isolerad galax. Den upptäcktes år 1789 av William Herschel.
Vid en lutning på 39° i förhållande till siktlinjen från jorden har NGC 5238 en total massa på 117 miljoner solmassor och en stjärnbildningshastighet på 0,01 solmassa per år. Av den totala massan verkar högintensiv gas stå för 26 miljoner solmassor.

## Klassificering
År 1977 antogs att NGC 5238 inte var en enda galax, utan snarare ett par interagerande galaxer. Det var inte förrän tio år senare som en särskild studie av galaxens rotationskurva genomfördes, vilket visade att galaxen verkligen är en enda galax. En av de två regioner som man trodde var kärnan i en galax visade sig istället helt enkelt vara en stor HII-region med en diameter på cirka 100 parsec.
Den morfologiska typen av NGC 5238 har varit föremål för en del diskussioner. År 1979 klassificerades galaxen som en stavspiralgalax. Strax därefter, 1984, inkluderades galaxen i en studie av blå kompakta dvärggalaxer, vilket var oförenligt med klassificeringen av en stavspiralgalax. Stavspiralklassificeringen ansågs dock i flera år vara den korrekta klassificeringen. Det var inte förrän i mitten av 1990-talet som galaxen först erkändes som en oregelbunden dvärggalax. Även efter detta angav majoriteten av studierna galaxen som en spiralgalax fram till 2015, då klassificeringen av oregelbunden galax slutligen blev allmänt accepterad.

## Utseende
Som det framgår för oss lutar NGC 5238 med en lutning på 39°. Denna uppskattning från 2013 följer tidigare uppskattningar på 30° år 1987, 37 ± 5° år 1992, och 47° år 1999. I Spitzer 3,6 μm-bandet är halv storaxel för dess vinkelstorlek 64,4 bågsekunder, med en ellipticitet på 0,201.
NGC 5238 har två stjärnströmmar, en paraplyformad i norr och en annan med glesare täthet av stjärnor i söder.

### Avstånd
Uppskattat avstånd till NGC 5238 har minskat avsevärt sedan det först beräknades. Den första publicerade avståndsuppskattningen var 7 Mparsec, härledd med hjälp av rödförskjutning. Detta förblev den dominerande uppskattningen fram till 1996, då avståndet visade sig vara mycket mindre och uppskattades till 5,18 Mparsec. Därefter, med hjälp av spektraldata från HI 21cm-linjen, beräknades avståndet till 4,7 Mparsec år 1999, även om en uppdaterad HI-studie fann ett något högre värde på 5,20 Mparsec år 2002. Fem år senare, år 2007, sänktes avståndsuppskattningen ytterligare till 4,50 Mparsec, mycket nära dagens accepterade värde.
Ett sätt att entydigt bestämma avståndet är med standardljus. Spetsen på den röda jättegrenen är en sådan metod, där varje galax ljusaste röda jättestjärna måste ha exakt samma kända luminositet. I kombination med korrigeringar för interstellär rodnad möjliggör detta en noggrann bestämning av en galaxs avstånd. År 2009 hade en bild av NGC 5238 från Hubbleteleskopet blivit tillgänglig, som upplöste de enskilda stjärnorna i galaxen. Med hjälp av denna metod beräknades avståndsmodulen till 28,27 magnituder, vilket motsvarar ett avstånd på 4,51 Mpc, som är dagens (2024) accepterade värde.

## Radioemission
Sedan en första studie publicerades 1986 har den neutrala vätgasen i NGC 5238 och dess tillhörande 21 cm-linje varit föremål för många studier. Den första studien beräknade det totala HI 21 cm-flödet från galaxen till 4,5 ± 1,0 Jy·km/s, med en full bredd vid halva maximum på 28 km/s och en maximal flödestäthet på 0,25 ± 0,011 Jy. Två år senare beräknades 20 procent-linjebredden till två motstridiga värden från två studier, 47 km/s och 65 km/s. Från HI-linjedata beräknades förhållandet mellan total massa och HI-massa till 0,384 och pseudo-HI-ytdensiteten uppskattades till 9,7 solmassor per kvadratparsek. Ytterligare två år senare publicerades ytterligare en uppskattning för linjebredderna 20 och 50 procent, som beräknade 36 ± 4 km/s vid 50 procent och 49 ± 4 vid 20 procent.
År 1999 förfinades linjebredden på 50 procent ytterligare till 32 ± 4 km/s, och sedan 36 km/s. Den andra studien, förutom att härleda avståndet på 5,20 Mparsec som citerats ovan, fann en total HI-massa på 4,2 × 107 solmassor. Slutligen, år 2013, ökades uppskattningen av linjebredden på 50 procent ytterligare till 40 km/s, och HI-massan förfinades till 2,6 × 107 solmassor, vilket innebär ett förhållande mellan total och HI-massa på 7,3.
Förutom högintensiv gas tror man att radiokontinuumemission även borde finnas från NGC 5238. Galaxen har en stark ultraviolett strålning, vilket tyder på att galaxen genomgår snabb stjärnbildning. Baserat på detta är det att förvänta sig att det borde finnas radiokontinuumemission från galaxen på grund av accelerationen av elektroner i H II-regioner, så kallad bromsstrålning. Sådan emission har dock inte hittats i NGC 5238, vilket motsäger modellerna. För att lösa detta mysterium har det antagits att stjärnbildningen har avtagit tillräckligt för att överskottet av UV-strålning från massiva stjärnor fortfarande finns kvar, men väte har redan rekombinerats.

## Galleri

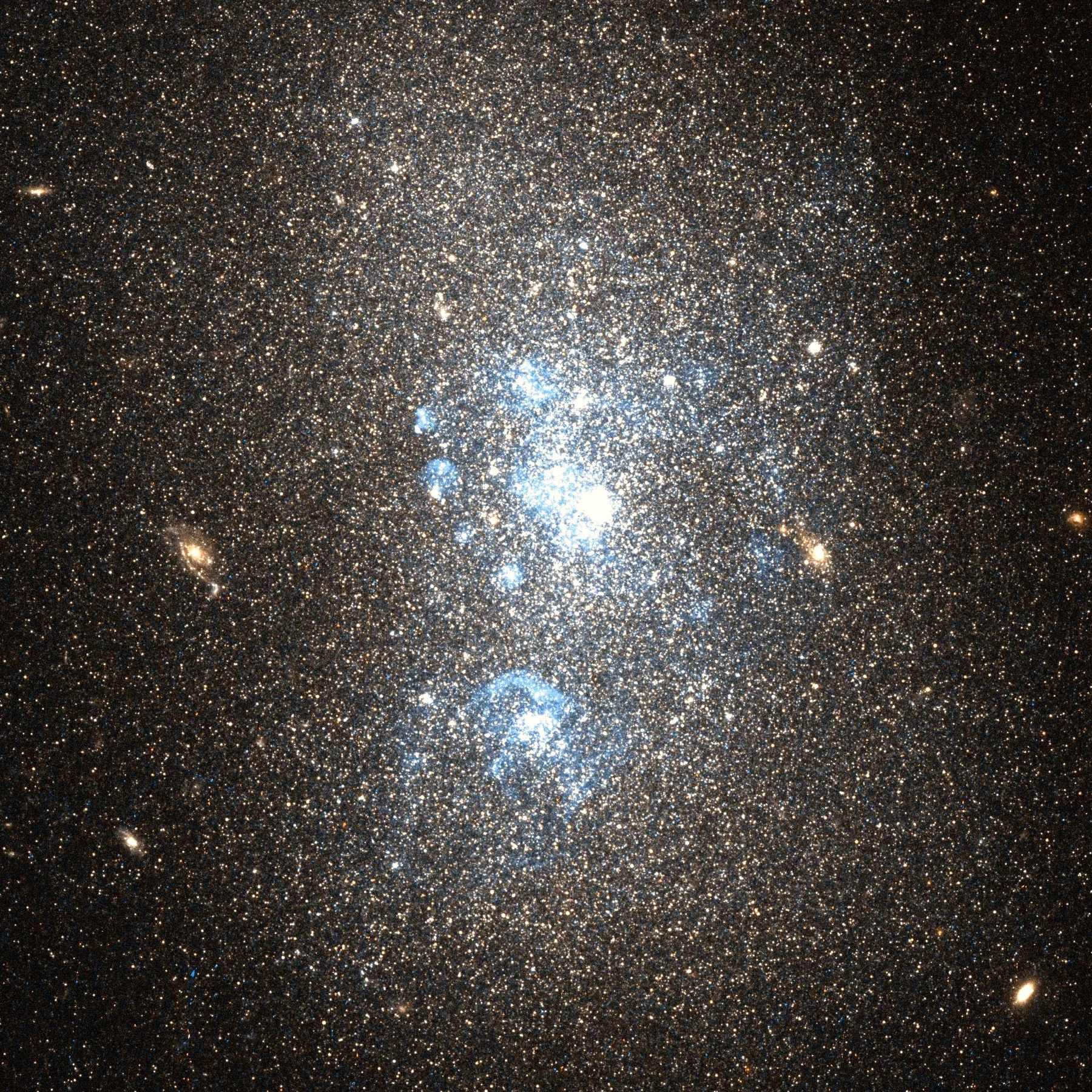
Hubbleteleskopets bild av NGC 5238.